# Burg Neuburg (Gelbingen)
Die Burg Neuburg ist eine abgegangene Höhenburg auf dem Kocher-Umlaufberg Neuberg bei 343,6 m ü. NN etwa 700 Meter westlich der Dorfmitte von Gelbingen, einem Stadtteil der Stadt Schwäbisch Hall im Landkreis Schwäbisch Hall in Baden-Württemberg.
Der heutige Burgstall zeigt nur noch geringe Trümmerreste.